# Toy Story 5
Toy Story 5 és una propera pel·lícula de comèdia animada estatunidenca produïda per Pixar Animation Studioss per Walt Disney Pictures. Serà la cinquena entrega de la sèrie de pel·lícules de Toy Story i la seqüela de Toy Story 4.
Està prevista que s'estreni el 16 de juny de 2026.

## Argument
Després que  Woody deixés Bonnie per ajudar a trobar amos a les joguines abandonades, Jessie ha liderat les altres joguines a l'habitació de Bonnie, amb Buzz Lightyear com el seu segon al comandament. Tot i això, Bonnie, ara amb vuit anys, passa el temps amb la seva nova joguina favorita, una  tauleta amb forma de granota anomenada Lilypad. Woody, de tornada amb els seus amics Buzz i Jessie, intenta impedir que els nens usin la tecnologia per jugar

## Repartiment
- Tom Hanks com a Xèrif Woody
- Tim Allen com a Buzz Lightyear
- Joan Cusack com a Jessie
- Ernie Hudson com a Combat Carl
- Conan O'Brien com a Smarty Pants